# Пахолюк Іван Владиславович
Іван Владиславович Пахолюк (нар. 27 квітня 2004, Ірпінь, Київська область, Україна) — український футболіст, воротар ковалівського «Колоса».

## Життєпис
Народився в місті Ірпінь Київської області. У ДЮФЛУ з 2017 по 2020 рік грав за «Скалу» (Моршин), «Арсенал» (Київ) та «Колос» (Ковалівка). На початку серпня 2020 року переведений до юнацької команди «Колоса», де провів 4 сезони. Вперше до заявки першої команди потрапив 1 грудня 2022 року в нічийному (2:2) виїзному поєдинку 7-го туру Прем'єр-ліги України проти луганської «Зорі». Іван вийшов на поле в стартовому складі та відіграв увесь матч. На професійному рівні дебютував за «Колос» 4 серпня 2024 року в нічийному (2:2) виїзному поєдинку 1-го туру Прем'єр-ліги України проти київської «Оболоні». Пахолюк вийшов на поле в стартовому складі та відіграв увесь матч.